# 慈寿寺塔
慈寿寺塔，原名永安万寿塔，俗称八里庄塔，又名玲珑塔，位于中华人民共和国北京市海淀区八里庄，是一座八角十三层的密檐式实心砖塔。该塔始建于明朝万历年间，是慈寿寺的附属建筑，曾于清乾隆年间修缮，光绪年间寺庙被焚毁，而塔保留了下来。该塔先后于1957年和2013年被列为北京市文物保护单位和全国重点文物保护单位。

## 历史
慈寿寺塔本名永安万寿塔，因其所在地为八里庄，故也被称为八里庄塔:290。明万历四年（1576年），明神宗朱翊钧为其母慈圣皇太后在今海淀区八里庄一带建立了一座寺庙，名为慈寿寺，慈寿寺塔与寺同期建成。该寺庙的基址原为明代正德年间的太监谷大用的墓地。清朝乾隆二十二年（1757年），清高宗弘历曾下令修缮慈寿寺塔:290。光绪年间，慈寿寺被大火烧毁，寺址上仅存一座孤塔:116。

## 结构

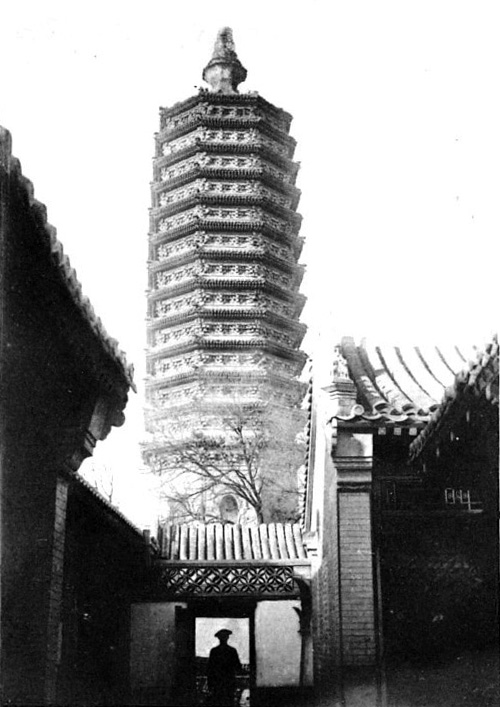
慈寿寺塔，法军拍摄（1900年-01年）。

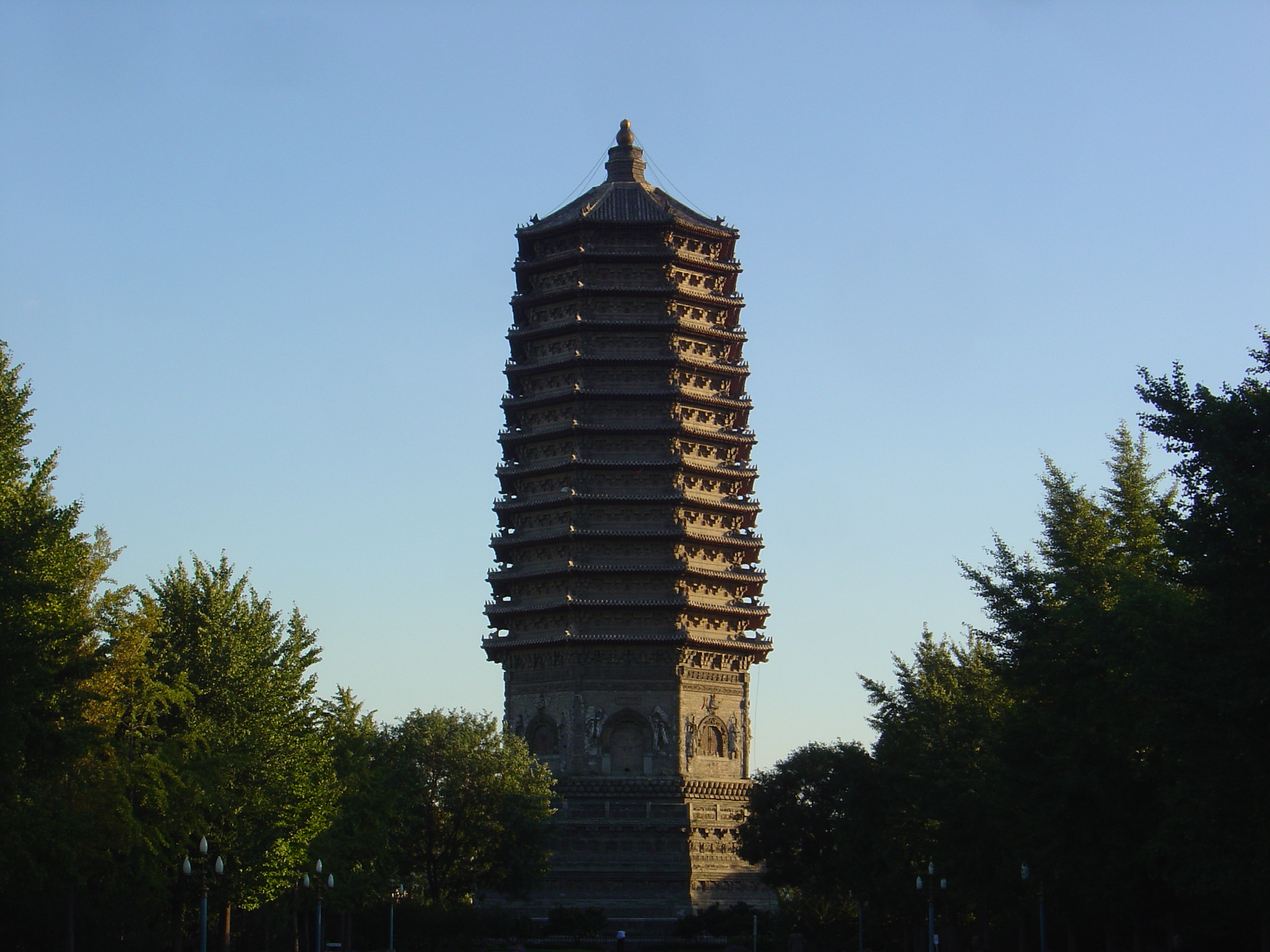

慈寿寺塔位于北京市海淀区八里庄，坐北朝南，是一座八角十三层的密檐式实心砖塔。塔身高约50米，其形制与天宁寺塔相仿，不同的地方在于慈寿寺塔的塔顶的密檐部分没有卷刹。慈寿寺塔的塔座为双层须弥座，最下方为墩台，下层基座有飞天、佛像、金刚力士、八宝、仰莲等装饰，上层刻有笙、箫、鼓、铜锣等乐器。另有砖雕斗拱及勾栏平座，平座之上为三层仰莲，仰莲承托塔身。塔身第一层较高大，转角处立有浮雕盘龙圆柱。东、南、西、北四面有砖雕的假券门，门楣上有浮雕云龙，各门的门额上均有刻石，其中南面的门额上写有“永安万寿塔”字样。每一扇券门的两侧均原有金刚力士像，现已残破。第一层的东北、东南、西南、西北四面则为假券窗，窗两侧立有木胎菩萨像。第一层塔身的上方为再往上是十三层密檐，塔檐自下而上逐层收分，所有伸出的塔檐部分全部都由砖雕刻而成。檐下用砖砌斗拱作为支撑，每根檐椽下均挂有铁制的风铎，共计3000余只。第二层以上每层檐下有均24个佛龛，内供有铜佛。塔刹下端为覆莲，上方承托有铜质鎏金宝瓶，没有刹杆。此外，塔后东西两侧各立有一座画像石碑，东侧为紫竹观音像，立于万历十五年（1587年），正面刻有赞词，背面刻有瑞莲赋；西侧的南面为鱼篮观音像及赞词，北面为关公像及赞词，立于万历二十九年（1601年）。:116:856:290-291

## 保护
1957年10月28日，慈寿寺塔被列为北京市文物保护单位:43。1988年，海淀区人民政府为了保护慈寿寺塔、同时美化京密引水渠沿岸，以慈寿寺塔为中心修建了玲珑公园，并于1989年正式建成开放:184（所以本地居民多以玲珑塔称呼该塔）。1988年12月，有2人用铁卡子盗走慈寿寺塔上的4尊明代铜佛，这些铜佛全部为北京市三级保护文物。此后两名犯罪嫌疑人先后到案并被判处徒刑，4尊铜佛移交海淀区文化文物局:324。1989年，北京市文物事业管理局对慈寿寺塔进行了重点修缮:588。2013年，慈寿寺塔被列为全国重点文物保护单位。